# Savršena konkurencija
Savršena konkurencija je tržišna struktura u kojoj postoji mnoštvo prodavatelja i potrošača.
Da bi savršena konkurencija bila prisutna na tržištu potrebno je ispuniti sljedeće uvjete :
1. Broj kupaca i ponuđača treba biti toliki da ni jedan od njih nije u stanju diktirati uvjete razmjene.
2. Cijenu određuje tržište i nitko od kupaca i ponuđača ne može utjecati na njezinu razinu.
3. Svi sudionici na tržištu su savršeno informirani o karakteristika proizvoda i usluga koje razmjenjuju.
4. Ponuda i potražnja proizvoda i usluga je homogena i djeljiva.
5. U svakom trenutku postoji mogućnost slobodno ući i izaći s tržišta.

## Krivulja potražnje
U savršenoj konkurenciji, krivulja potražnje za pojedino poduzeće je horizontalna, a za cijelo tržište opadajuća.

## Krivulja ponude
Krivulja ponude poduzeća koje djeluje na tržištu savršene konkurencije u kratkom roku je dio krivulje graničnog troška koji leži iznad prosječnog varijabilnog troška.
Krivulja ponude poduzeća koje djeluje na tržištu savršene konkurencije u dugom je roku dio njegove krivulje graničnog troška koji leži iznad prosječnog ukupnog troška.
Tržišna krivulja ponude je horizontalni zbroj svih individualnih krivulja ponude.